# Kieseritzkygambiet
Het Kieseritzkygambiet is in het schaken een variant van de schaakopening koningsgambiet en het is ingedeeld bij de open spelen.
De zetten van het Kieseritzkygambiet zijn: 1. e4 e5 2. f4 ef 3. Pf3 g5 4. h4 g4 5. Pe5.
Eco-code C 39.
Het Kieseritzkygambiet is in de 16e eeuw al door Giulio Polerio gespeeld maar werd in de veertiger jaren van de 19e eeuw door de Poolse meester Lionel Kieseritzky geanalyseerd, waardoor het het de meest gespeelde schaakvariant van het Koningsgambiet werd. Het gambiet kreeg de bijnaam "Het grote Gambiet" en de schaaktheorie houdt de zet 5. Pe5 zelfs nu nog voor de sterkste in deze positie. De zet 4. h4 is een uitnodiging voor zwart om 4. ... g4 te spelen, waardoor de zwarte pionnenketen uiteenvalt - zonder dat wit een stuk hoeft te offeren, zoals bij het Muziogambiet het geval is.

## In het loperspel

### Uitleg
Het Kieseritzkygambiet in het Loperspel is niet zo bekend. Het loperspel is een variant in de koningspionopening en het is ingedeeld bij de open spelen.
De zetten luiden: 1.e4 e5 2.Lc4 Pf6 3.Pf3 Pe4 4.Pc3.
Eco-code C 42.